# Гней Корнелий Цинна Магн
Гней Корнелий Цинна Магн (лат. Gneus Cornelius Cinna Magnus; родился после 47 года до н. э. и до 35 года до н. э.), римский государственный деятель, консул конца 5 года.

## Биография
Цинна был сыном претора Луция Корнелия Цинны и Помпеи Магны. Таким образом Гней был внуком по материнской линии Помпея Великого, от которого и получил прозвище Магн, а по линии отца внуком консула Луция Корнелия Цинны. Во время гражданской войны между Октавианом и Марком Антонием, Цинна принял сторону последнего. В 4 году до н. э. Цинна и Эмилия Лепида, внучка триумвира Марка Эмилия Лепида, были вовлечены в заговор против римского императора Августа. Цинна и Лепида были помилованы. В 5 году Цинна стал консулом. Его коллегой был Луций Валерий Мессала Волез.
Цинна — герой одноимённой трагедии Пьера Корнеля.